# Peren
Peren è un villaggio dell'India di 4.434 abitanti, capoluogo del distretto di Peren, nello stato federato del Nagaland.

## Geografia fisica
La città è situata a 25° 33' 14 N e 93° 44' 26 E

## Società

### Evoluzione demografica
Al censimento del 2001 la popolazione di Peren assommava a 4.434 persone, delle quali 2.329 maschi e 2.105 femmine.